# Хаваст (станция)
Хаваст (узб. Xovos) — сортировочная железнодорожная станция в южной части Голодной Степи, расположена в 150 км южнее города Ташкента. От станции пути идут на север — в сторону Ташкента, и на восток — в Ферганскую долину. Ранее был путь и на запад — в направлении Самарканда, но после 2010 года он был разобран, и станция перестала быть узловой.

## История
Станция построена до революции, во время прокладки Закаспийской железной дороги, продолжение в виде Самарканд-Андижанской железнодорожной линии (Среднеазиатская железная дорога), с ветками на Хаваст — Ташкент  и Маргелан, по территории Туркестана построенными за счет Казны.
Первоначально станция называлась Черняево в Ходжентском уезде, Самаркандской области  Российской Империи в честь Черняева Михаила Григорьевича впоследствии Туркестанского генерал-губернатора.
1 мая 1899 года открыто движение по железнодорожной линии Черняево — Андижан Среднеазиатской железной дороги.

Так же проходил почтовый тракт от станции Черняево до города Ура-тюбе (37 верст) .

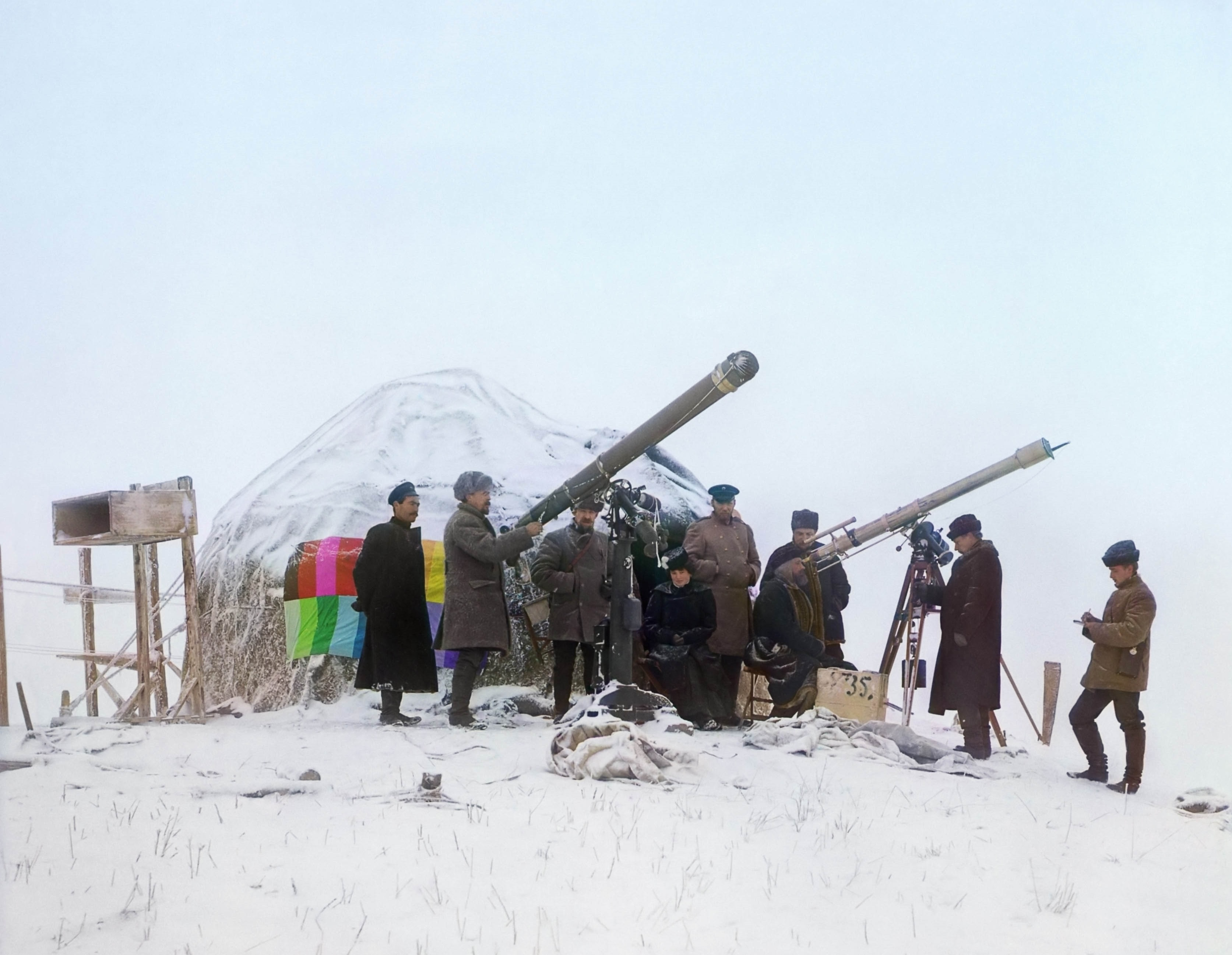
Наблюдение солнечного затмения близ станции Черняево в горах Тянь-Шаня над Салюктинскими Копями. Январь 1, 1907. Прокудин-Горский Сергей Михайлович

В декабре 1906 года Сергей Михайлович Прокудин-Горский первый раз отправился в Туркестан для фотографирования солнечного затмения 1 января 1907 (по новому стилю 14 января) года в горах Тянь-Шаня  близ станции Черняево над Салюктинскими копями . (северные отроги Туркестанского хребта Гиссаро-Алайской горной системы Памиро-Алая на востоке соединяющиеся с Ферганским хребтом Тянь-Шаньской горной системы). Хотя затмение не удалось запечатлеть из-за облачности, Прокудин-Горский сделал много цветных снимков Голодной степи, Самарканда и Бухары.
С 1919 станция называлась Урсатьевская по фамилии Урсати Александра Ивановича, инженера путей сообщения, начальника строительства Самарканд-Андижанской железнодорожной линии. В 1899 году за успешное завершение строительства Закаспийской железной дороги, А. И. Урсати досрочно произвели в действительные статские советники, таким образом, согласно «Табели о рангах» он стал генералом.
В 1963 году станция получило современное название Хаваст, по названию одноименного Хаваст кишлака, находящегося в двух километрах от станции.
В середине XX века в 6 км севернее Хаваста началось строительство города Янгиер (в переводе с узб. «Новая Земля»).

## В литературе

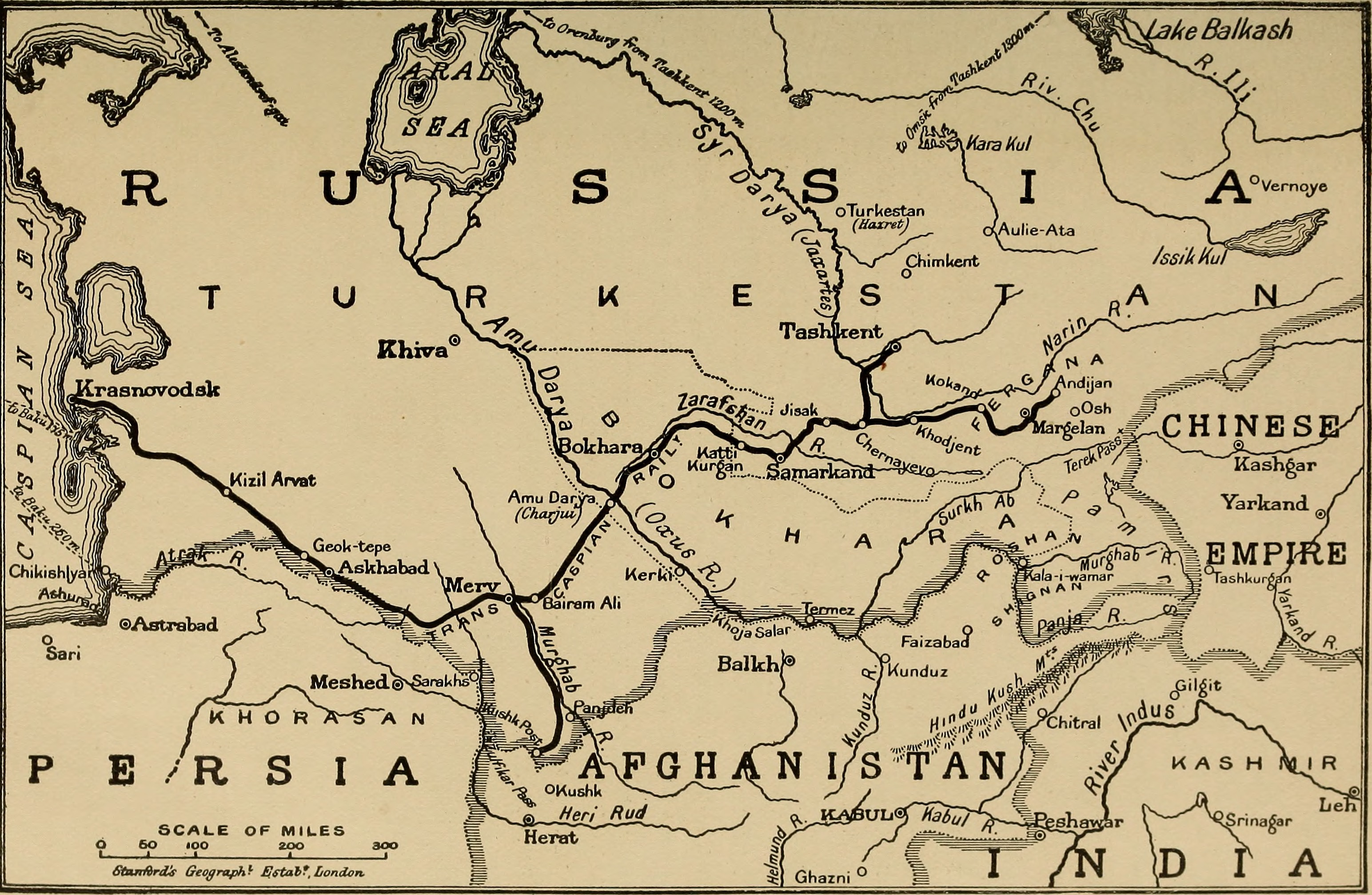
«Вся Россия: путешествия и исследования по современной Европейской России, Финляндии, Сибири, Кавказу и Средней Азии» Норман Генри, 1902

Станция строящейся железной дороги в 1898 году и господин Урсати упоминаются в Записках Русской путешественницы Головниной Юлии Дмитриевны «На Памирах» .
Норман Генри описывает свои впечатления о путешествии по Российскую империю включая и поездку на поезде через Среднюю Азию по Среднеазиатской железной дороге и через станцию Черняево, в книге «Вся Россия: путешествия и исследования по современной Европейской России, Финляндии, Сибири, Кавказу и Средней Азии» (1902) .